# Péter Esterházy
Péter Esterházy (ungarsk: Esterházy Péter) (født 14. april 1950 i Budapest, død 14. juli 2016 i Budapest) var en prisbelønnet ungarsk forfatter, der bl.a. er kendt for værket Harmonia cælestis, som skildrer brudstykker af den indflydelsesrige Esterházy-slægts storhed og fald igennem århundreder.

## Værker oversat til dansk
En række værker af Péter Esterházy findes på dansk, alle oversat af Peter Eszterhás og udkommet på Rosinante.
- Hjertets hjælpeverber. Indføring i skønlitteraturen (dansk 1988). ISBN 87-7357-104-0
- Lille ungarsk pornografi. Indføring i skønlitteraturen (dansk 1990). ISBN 87-16-14694-8
- Hrabals bog (dansk 1992). ISBN 87-16-14561-5
- Ned ad Donau eller Grevinde Hahn-Hahns blik (dansk 1994). ISBN 87-16-14990-4
- En kvinde (dansk 1997). ISBN 87-16-16039-8
- Harmonia cælestis (dansk 2004). ISBN 87-621-0319-9
- Revideret udgave. Bilag til Harmonia Cælestis (dansk 2006). ISBN 978-87-638-0133-1
- Ingen kunst (dansk 2013). ISBN 978-87-638-2663-1